# خافي كانتيرو
خافي كانتيرو (بالإسبانية: Javier Cantero de la Puente)‏ (22 يناير 1988 بغرناطة في إسبانيا - ) هو لاعب كرة قدم إسباني في مركز الدفاع. شارك مع منتخب إسبانيا تحت 19 سنة لكرة القدم. أما مع النوادي، فقد لعب مع أتلتيكو مدريد ب وريال أوفييدو ونادي ميرانديس وإسبانيول ب وإينوسيس نيون باراليمني ‏.

## روابط خارجية
- خافي كانتيرو على موقع قاعدة بيانات كرة القدم.إي يو (الإنجليزية)
- خافي كانتيرو على موقع Soccerway.com (الإنجليزية)
- خافي كانتيرو على موقع AS.com (الإسبانية)